# Mecquignies
Mecquignies – miejscowość i gmina we Francji, w regionie Hauts-de-France, w departamencie Nord.
Według danych na rok 1990 gminę zamieszkiwały 584 osoby, a gęstość zaludnienia wynosiła 122 osób/km² (wśród 1549 gmin regionu Nord-Pas-de-Calais Mecquignies plasuje się na 727. miejscu pod względem liczby ludności, natomiast pod względem powierzchni na miejscu 697.).